# 톰 봄바딜의 모험
톰 봄바딜의 모험(The Adventures of Tom Bombadil)은 1962년에 출판된 존 로널드 로웰 톨킨의 시집이다. 이 책에는 16개의 시가 포함되어 있으며, 그 2개는 반지의 제왕에서 호빗 일행이 만났던 톰 봄바딜이 등장한다. 이 시집은 존 로널드 로웰 톨킨의 가운데땅의 일부이다.
이 시집에는 W. H. 오든이 존 로널드 로웰 톨킨의 최고의 시로 간주했던 시가 포함되어 있다. 이 시는 바다 너머 낯선 땅으로의 여정을 묘사하는 시이며, 작품은 현저하게 우울하고 마지막 메모는 소외와 환멸 중 하나이다.
이 시집은 원래 폴린 베인스가 삽화를 그렸고 나중에 로저 갈란드가 삽화를 그렸다. 또한 반지 원정대 초판과 마찬가지로 이 책은 서부원정의 붉은 책을 실제 번역한 것처럼 제시되며 다른 곳에서는 볼 수 없는 중간계 세계에 대한 몇 가지 배경 정보가 포함되어 있다. 이 시집은 존 로널드 로웰 톨킨이 그의 글에서 여러 번 사용한 철자 변형인 신다린(톨킨이 발명한 언어 중 하나)의 /k/ 소리에 대해 "C" 대신 문자 "K"를 사용한다.

## 내용물
이 시집에 포함된 시들은 모두 호빗들이 즐겼던 시로 추정된다. 모두 영어로 되어 있으며, 반지의 제왕에서 언급된 시가 포함되어 있다.
| 분류           | 번호 | 제목                                  | 원어 제목                              | 날짜   | 비고                                                                           |
| -------------- | ---- | ------------------------------------- | -------------------------------------- | ------ | ------------------------------------------------------------------------------ |
| 톰 봄바딜      | 1    | 톰 봄바딜의 모험                      | The Adventures of Tom Bombadil         | 1934년 | 캐릭터의 이름은 톨킨의 아이들이 소유한 네덜란드 인형의 이름을 따서 명명되었다. |
| 톰 봄바딜      | 2    | 봄바딜은 보트를 타러 간다             | Bombadil Goes Boating                  | 1962년 | 책을 위해 쓰여진 유일한 시.                                                    |
| 요정           | 3    | 무예 수련                             | Errantry                               | 1933년 | "에아란딜의 노래"와 운율, 박자 및 일부 대사가 비슷하다.                        |
| 요정           | 4    | 나의 공주                             | Princess Mee                           | 1924년 | 원래의 이름은 "The Princess Ni"                                                |
| 달에 사는 남자 | 5    | 달에 사는 사나이는 너무 늧게 일어났다 | The Man in the Moon Stayed Up Too Late | 1924년 | 브리에서 프로도 배긴스가 부른 "고양이와 바이올린"에서 확장                     |
| 달에 사는 남자 | 6    | 달에 사는 사나이가 너무 빨리 내려왔다 | The Man in the Moon Came Down Too Soon | 1915년 | 곤도르를 언급                                                                  |
| 트롤           | 7    | 트롤 돌                               | The Stone Troll                        | 1954년 | 샘와이즈 갬지가 낭독                                                           |
| 트롤           | 8    | 페리 더 윙클                          | Perry-the-Winkle                       |        |                                                                                |
| 이상한 것      | 9    | 뮤립스                                | The Mewlips                            | 1937년 | 원래 이름은 "Knocking at the Door"                                             |
| 동물 우화집    | 10   | 울리펀트                              | Oliphaunt                              | 1927년 | 곤도르에서 낭독                                                                |
| 동물 우화집    | 11   | 패스트토칼론                          | Fastitocalon                           | 1927년 |                                                                                |
| 동물 우화집    | 12   | 고양이                                | Cat                                    |        |                                                                                |
| 분위기와 감섬  | 13   | 그림자 신부                           | Shadow-Bride                           | 1936년 | 원래 이름은 "The Shadow Man"                                                   |
| 분위기와 감성  | 14   | 비장                                  | The Hoard                              | 1923년 | 원래 이름은 "Iúmonna Gold Galdre Bewunden"                                     |
| 분위기와 감성  | 15   | 프로도의 꿈                           | Frodos Dreme                           | 1934년 | 원래 이름은 "Looney"                                                           |
| 분위기와 감성  | 16   | 마지막 배                             | The Last Ship                          | 1934년 | 원래 이름은 "Firiel"                                                           |

## 출판 이력
톰 봄바딜의 모험은 1962년 독립형 책으로 처음 출판되었으며, 일부 판에서는 1961년에 출판되었다고 잘못 써있기도 하다. 존 로널드 로웰 톨킨의 편지는 1962년에 톰 봄바딜의 모험이 출판됐음을 알려주고 있다. 시집의 1개를 제외한 모든 시는 가운데땅에서 언급된 시이며, "봄바딜은 보트를 타러 간다"(Bombadil Goes Boating)만이 시집을 출판하기 위해 씌어졌다.